# Kotjärnen (Arvidsjaurs socken, Lappland, 728413-166352)
Kotjärnen är en sjö i Arvidsjaurs kommun i Lappland och ingår i Byskeälvens huvudavrinningsområde.